# 城南街道 (怀化市)
城南街道，是中华人民共和国湖南省怀化市鹤城区下辖的一个乡镇级行政单位。

## 行政区划
城南街道下辖以下地区：
湾潭社区、西冲社区、新桥社区、狮子岩社区、池回村和龙形村。